# 11201 Talich
11201 Talich este un asteroid din centura principală de asteroizi.

## Descriere
11201 Talich este un asteroid din centura principală de asteroizi. A fost descoperit pe 13 martie 1999 la Observatorul din Ondřejov de Lenka Šarounová. Asteroidul prezintă o orbită caracterizată de o semiaxă mare de 2,84 ua, o excentricitate de 0,07 și o înclinație de 0,9° în raport cu ecliptica.